# 黎良明
黎良明（1952年9月1日—）是一名越南政治和外交人物，前任東南亞國家聯盟秘書長。
2013年1月9日，前越南副外长黎良明接替卸任的素林·比素万担任东盟秘书长，任期5年。